# Friedrich Birzer
Friedrich Georg Joseph Birzer (* 21. Oktober 1908 in Nürnberg; † 18. September 1980 in Erlangen) war ein deutscher Geologe und Hochschullehrer an der Universität Erlangen.
Er wurde 1932 in Erlangen bei Hans Lenk promoviert (Geologische Untersuchungen zwischen Beilngries und Thalmässing), war dort Assistent von Bruno von Freyberg und ab 1939 Privatdozent (Habilitation 1938, Verwitterung und Landschaftsgeschichte der südlichen Frankenalb). 1936/37 erhielt er bei Hermann Stremme in Danzig eine bodenkundliche Ausbildung. Im Zweiten Weltkrieg war er Wehrgeologe in Nord-Norwegen. 1945 wurde er außerplanmäßiger und 1966 planmäßiger Professor (der erste Inhaber des Lehrstuhls für Angewandte Geologie in Erlangen). 1970 wurde er ordentlicher Professor. 1945 bis 1977 war er Direktor des Schloßgartens in Erlangen.
Birzer befasste sich mit Geologie der südlichen Frankenalb, Landschaftsgeschichte, dem Lias in Franken und Bodenschätzen in Nordostbayern und mit Hydro- und Ingenieurgeologie (Boden- und Felsmechanik), wobei er an vielen Projekten als Gutachter beteiligt war.
Er war ab 1968 Herausgeber der Geologischen Blätter für Nordost-Bayern.